# Индийско-либерийские отношения
Между Либерией и Индией установлены дипломатические отношения. Либерия имеет посольство в Нью-Дели, а Индия в Монровии.

## Экономическое сотрудничество
Индия инвестирует в металургию Либерии, это является прямым последствием политики Индии в Западной Африке. В 2009 году инвестиции составили 2 миллиарда долларов США . В том же году министр сельского хозяйства Либерии и посол Индии обсуждали возможность инвестиций индийских компаний в сельское хозяйство Либерии. В Либерии функционируют более 50 индийских компаний.

## Социальная сфера
Индия также помогает Либерии в сфере равных прав для обеих полов, в частности индийская полиция направила женский миротворческий отряд в Либерию в рамках миссии ООН в этой стране. Это стало вторым случаем отправки женского отряда в рамках миссий по поддержанию мира и первым случаем отправки такого отряда в Западную Африку.

«Мы считаем, что это прорыв, Индия выразила свою готовность участвовать в операции, это также хорошо для нашей миссии в Либерии, потому что Индия приносит в эту полицейскую операцию этих сотрудников, которые обучены, которые подготовлены, которые являются женщинами и которые могут принести лучшее из того, за что полиция ООН является ответственна там»— Марк Крюкер